# Taped
Taped est un groupe de post-hardcore et metalcore liechtensteinois.

## Biographie
Le chanteur Sky Davey et le batteur Tiago Spagolla Ritter forment à Mauren à l'âge de 14 ans un groupe dans un petit garage. Peu après les guitaristes Christian Jäger et Kevin Negele viennent, le groupe donne son premier concert. Le bassiste Philipp Luder arrive en 2011. En 2013, le groupe sort son premier EP Never Back Down qui comprend sept titres, dont un remix et une version acoustique, sur Redfield Digital.
Le 13 février 2015, le premier album Empires sort sur Redfield Records. Il comprend deux featurings, un avec le chanteur David Beule du groupe Vitja et un autre avec Bobby Stein de Coyotes. À la sortie, une édition limitée est faite avec une boîte faite à la main en épinette du Liechtenstein et d'autres produits locaux.
Taped a joué notamment avec Eskimo Callboy, Enter Shikari, Texas in July, Hatebreed, A Traitor Like Judas, Attila ou Comeback Kid.

## Discographie
- 2013 : Never Back Down (EP, Redfield Digital)
- 2015 : Empires (album, Redfield Records)